# 1542年
| 千纪： | 2千纪 |
| 世纪： | 15世纪 \| 16世纪 \| 17世纪                                                                                 |
| 年代： | 1510年代 \| 1520年代 \| 1530年代 \| 1540年代 \| 1550年代 \| 1560年代 \| 1570年代                           |
| 年份： | 1537年 \| 1538年 \| 1539年 \| 1540年 \| 1541年 \| 1542年 \| 1543年 \| 1544年 \| 1545年 \| 1546年 \| 1547年 |
| 纪年： | 壬寅年（虎年）；明嘉靖二十一年；越南莫朝廣和二年，后黎朝元和十年；日本天文十一年                           |

## 大事记
- 武田晴信聯合諏訪氏（日语：諏訪氏）支族高遠賴繼對諏訪氏（日语：諏訪氏）進行攻擊，諏訪賴重被幽禁於東光寺，最後自盡身亡。
- 蒙古土默特部首領吉囊去世，事業被弟弟俺答汗所繼承。
- 俺答汗命石天爵抵達大同鎮，要求通貢互市，明朝大同巡撫龍大有把他拘捕，明世宗下令將他和肯切一起處死，蒙古土默特部與明朝隨即爆發激烈的軍事衝突。
- 愛爾蘭國會通過《1542愛爾蘭王位法》，宣布英格蘭國王亨利八世為「愛爾蘭國王」，標誌著愛爾蘭王國的成立。
- 教宗保祿三世成立異端裁判所。
- 葡萄牙人隨明船漂流至日本種子島。
- 1月6日——小蒙特霍（英语：Francisco de Montejo the Younger）建立梅里達市。
- 5月6日——沙勿略抵達印度果阿[1]。
- 5月12日——東吁王朝攻克卑謬王國，阿瓦王朝失去了南邊的屏障。
- 6月，伊達氏當家伊達稙宗被嫡長子伊達晴宗幽禁於西山城，伊達稙宗自立為新家督，出逃的伊達稙宗與伊達晴宗爆發天文之亂（1548年結束）。
- 11月27日（十月廿一）——中國明朝發生壬寅宮變。

## 出生
- 12月8日——苏格兰女王玛丽一世（－1587年2月8日）。

## 逝世
- 1月29日——長尾為景，越後國的戰國大名，長尾晴景、上杉謙信之父。
- 8月31日——諏訪賴重，日本戰國時代信濃國大名，諏訪氏（日语：諏訪氏）第19代當主、上原城（日语：上原城）城主與諏訪神社（日语：諏訪神社）大祝，諏訪賴隆之子。武田勝賴的外祖父。
- 吉囊，蒙古土默特部重要首領，達延汗之孫，巴爾斯博羅特長子。
- 石天爵，蒙古右翼土默特部領主俺答汗的使臣。